# Cyprian Kreutz
Cyprian baron Belzig von Kreutz (ros. Киприан Антонович Крейц; 29 czerwca?/10 lipca 1777 w Rzeczycy w guberni mińskiej, zm. 13 lipca 1850 w Bukhof, gubernia kurlandzka) – generał rosyjski, baron (od 1839 graf).

## Życie prywatne
Był synem Antoniego i Konstancji (z domu Bogusławskiej) von Kreutzów, którzy posiadali tytuł barona. Żonaty z Karoliną von Offenberg.

## Wczesne lata
Służbę rozpoczął w Polsce, przy królu Stanisławie Auguście Poniatowskim, otrzymując stopień generał-adiutanta. W 1794 został kawalerem Orderu Świętego Stanisława. Od 1801 na służbie w armii rosyjskiej, początkowo w stopniu pułkownika w pułku Zubowa. Brał udział w wojnie 1805-1807; w jednej z bitew raniony 13 razy. W latach 1808–1809 osłaniał wybrzeże Bałtyku. 8 marca 1810 mianowany dowódcą syberyjskiego pułku dragonów.

## Dalsza kariera
Brał udział w kampanii 1812 roku, walcząc pod Witebskiem, Smoleńskiem, Wiaźmą. 15 czerwca mianowany na stopień generał-majora. 30 czerwca dowodził w bitwie kawaleryjskiej pod Oszmianą, walczył również pod Borodino, gdzie był raniony czterokrotnie. Wziął udział w wielu bitwach kampanii 1813-1814. W 1814 został generał-gubernatorem księstwa Szlezwiku.
11 grudnia 1824 mianowany generał-lejtnantem. Brał również udział w wojnie z Turcją (1828-1829), operując w Mołdawii i Bułgarii. Po wojnie wycofał się ze służby.

## Powstanie listopadowe
Po wybuchu powstania listopadowego wrócił do armii i wziął udział w tłumieniu zrywu. Stanął na czele 5 Rezerwowego Korpusu Kawalerii w sile 24 szwadronów, 2 pułków kozackich i 27 dział, liczącego łącznie 6000 żołnierzy i na jego czele wkroczył w początkach lutego 1831 roku w Lubelskie, przekraczając Bug w okolicy Uściługu. Bez problemów zajął niemal całą (niebronioną) Lubelszczyznę i w połowie lutego przekroczył Wisłę pod Puławami, kierując się przez Zwoleń na Radom. Przegrał jednak starcie pod Nową Wsią i naciskany przez Józefa Dwernickiego i Jana Kantego Juliana Sierawskiego wycofał się za Wisłę, gdzie umiejętnie szachował Dwernickiego.
Rozbicie Sierawskiego pod Kazimierzem Dolnym mogło przesądzić o klęsce Polaków na froncie południowo-wschodnim. 15 kwietnia 1831 mianowany na stopień generała kawalerii. W sierpniu 1831 dowodził jeszcze 2-im korpusem piechoty nadciągającym od strony Wilna. Z nim brał udział w szturmie Warszawy. We wrześniu 1831 roku odznaczony został Orderem św. Jerzego II klasy. Posiadał także IV klasę tego Orderu, dwie Złote Szable „Za Dzielność”, Order Świętego Aleksandra Newskiego, Order Świętego Włodzimierza I i II klasy, Order Świętej Anny I klasy, pruski Order Orła Czerwonego I klasy.